# Гіслі Тордарсон
Гіслі Тордарсон (ісл. Gísli Þórðarson, нар. 12 вересня 2004) — ісландський футболіст, півзахисник польського клубу «Лех» та молодіжної збірної Ісландії. Виступав також за клуб «Вікінгур». Чемпіон Ісландії, дворазовий володар Кубка Ісландії та володар Суперкубка Ісландії. Чемпіон Польщі. 

## Клубна кар'єра
Гіслі Тордарсон народився 2004 року. Розпочав займатися футболом у школі італійського клубу «Болонья». У 2022 році Тордарсон повернувся на батьківщину, та став гравцем клубу «Вікінгур», в якому грав до кінця 2024 року. У складі рейк'явікського клубу футболіст став чемпіоном Ісландії, дворазовим володарем Кубка Ісландії та володарем Суперкубка Ісландії.
З 2025 року Тордарсон став гравцем польського клубу «Лех». У складі команди в перший же рік виступів футболіст став чемпіоном Польщі.

## Виступи за збірні
У 2023 році Гіслі Тордарсон дебютував у складі юнацької збірної Ісландії, загалом на юнацькому рівні взяв участь у 13 іграх.
З 2024 року Тордарсон грає у складі молодіжної збірної Ісландії. На молодіжному рівні станом на травень 2025 року зіграв у 4 офіційних матчах.

## Титули і досягнення
- Чемпіон Ісландії (1):

«Вікінгур»: 2023
- Володар Кубка Ісландії (2):

«Вікінгур»: 2022, 2023
- Володар Суперкубка Ісландії (1):

«Вікінгур»: 2024
- Чемпіон Польщі (1):

«Лех»: 2024-2025